# Homecoming in Heaven
Homecoming in Heaven è un album in studio del cantante statunitense George Jones, pubblicato nel 1962.

## Tracce
1. Someone's Watching Over You (J. P. Richardson) – 2:27
2. He Made Me Free (Darrell Edwards) – 2:39
3. Beacon in the Night (Edwards, Herbie Treece) – 1:52
4. Matthew Twenty-Four (Lonnie Glossom) – 2:18
5. Peace in the Valley (Thomas A. Dorsey) – 2:41
6. Wings of a Dove (Bob Ferguson) – 2:04
7. Wandering Soul (Bill Dudley, George Jones) – 2:28
8. He's So Good to Me (Clyde Beaver) – 2:01
9. Magic Valley (Richardson, Merle Moore) – 2:19
10. Kneel at the Feet of Jesus (Willie Nelson) – 2:03
11. Homecoming in Heaven (Walt Breeland, Paul Buskirk, Claude Gray, Nelson) – 2:31
12. My Cup Runneth Over (Edwards) – 2:42